# MediaWiki
A MediaWiki egy webalapú wiki alkalmazás, amelyet a Wikimédia Alapítvány összes projektje, a Wikia összes wikije és sok egyéb wiki használ, beleértve néhányat a legnagyobbak és a legnépszerűbbek közül. Eredetileg a Wikipédia, a szabad enciklopédia kiszolgálására tervezték. Mára több vállalat telepítette belső tudástárnak és tartalomkezelő rendszernek.
A MediaWikit a PHP programozási nyelven írták, és használhatja a MySQL vagy a PostgreSQL relációs adatbáziskezelő rendszert. A MediaWikit a GNU General Public License alatt terjesztik nyílt forrású szoftverként. Dokumentációjára a GFDL licenc vonatkozik, és részlegesen közkincs.

## Története
A MediaWiki első változatát Lee Daniel Crocker írta a Wikipédián korábban használt PHP-alapú szoftver újraírásával; az előző program, a Magnus Manske által írt Phase II növekedés okozta problémáinak kiküszöbölésére. A következő hónapokban Brion Vibber vette át a legaktívabb fejlesztő és a kiadásokat kezelő személy szerepét. Az ekkor még csak az „új kódbázis” és „Phase III” néven emlegetett wikimotor a Wikimédia Alapítvány megalakulása után kapta a Daniel Mayer által játékból kitalált „MediaWiki” nevet. A nevet 2003 augusztusában vezették be.